# Rosario Borelli
Rosario Borelli (Cerignola, 15 dicembre 1927 – Roma, 1º gennaio 2001) è stato un attore, cantante e regista italiano.

## Biografia
Giunto a Roma nel dopoguerra, inizia a lavorare nel mondo dei fotoromanzi divenendo in breve periodo un beniamino dei lettori di queste pubblicazioni, in prevalenza per i periodici di Bolero Film. Debutta nel cinema nel 1950 diretto da Aldo Molinari nel film Vendetta di zingara, primo di una lunga serie di pellicole che lo terrà impegnato sino al 1979, anno del suo ritiro. Negli anni '60 è stato anche regista di fotoromanzi d'avventura, noir ed erotici come Killing, in cui interpreta l'ispettore Mercier dell'Interpol. Nel 2007 gli è stato dedicato un documentario proprio su questa sua esperienza da regista di fotoromanzi, intitolato The Diabolikal Super-Kriminal.

## Filmografia

### Cinema

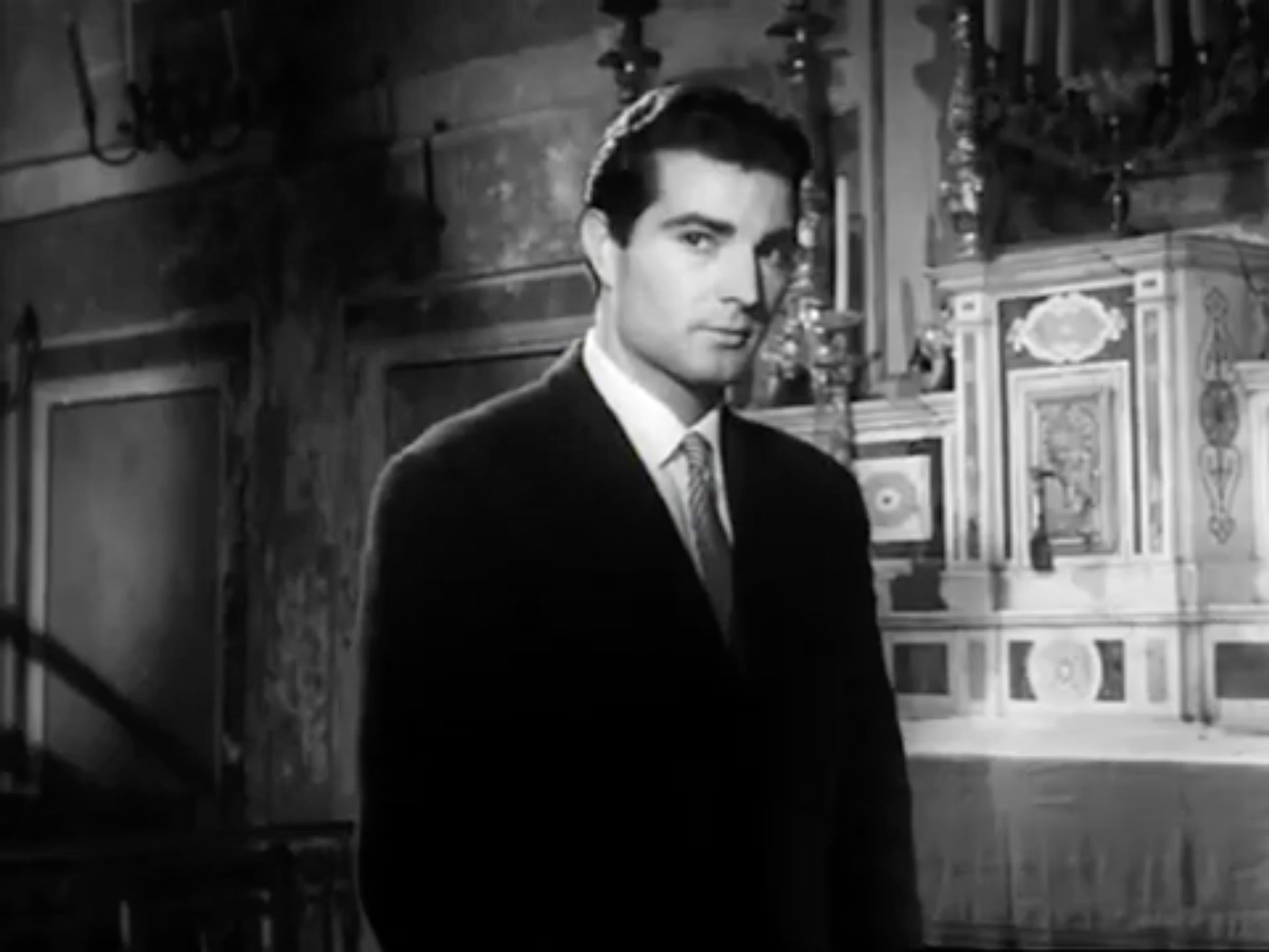
Rosario Borelli in Piccola santa (1954)

- Vendetta di zingara, regia di Aldo Molinari (1950)
- O.K. Nerone, regia di Mario Soldati (1951)
- Ragazze da marito, regia di Eduardo De Filippo (1952)
- Ieri, oggi, domani, regia di Silvio Laurenti Rosa (1953)
- Il peccato di Anna, regia di Camillo Mastrocinque (1953)
- Madonna delle rose, regia di Enzo Di Gianni (1953)
- Napoletani a Milano, regia di Eduardo De Filippo (1953)
- Maddalena, regia di Augusto Genina (1954)
- Cento serenate, regia di Anton Giulio Majano (1954)
- Il vetturale del Moncenisio, regia di Guido Brignone (1954)
- Piccola santa, regia di Roberto Bianchi Montero (1954)
- Cantate con noi, regia di Roberto Bianchi Montero (1955)
- Giuramento d'amore, regia di Roberto Bianchi Montero (1955)
- Cantando sotto le stelle, regia di Marino Girolami (1956)
- Presentimento, regia di Armando Fizzarotti (1956)
- Classe di ferro, regia di Turi Vasile (1957)
- Te sto aspettanno, regia di Armando Fizzarotti (1957)
- Gambe d'oro, regia di Turi Vasile (1958)
- La zia d'America va a sciare, regia di Roberto Bianchi Montero (1958)
- Promesse di marinaio, regia di Turi Vasile (1958)
- Rocco e i suoi fratelli, regia di Luchino Visconti (1960)
- Solitudine, regia di Renato Polselli (1961)
- I due della legione, regia di Lucio Fulci (1962)
- Posate le pistole, reverendo, regia di Leopoldo Savona (1972)
- Prima e dopo l'amore... un grido d'allarme, regia di Giovanni Crisci (1972)
- Domani passo a salutare la tua vedova... parola di Epidemia (Tu fosa será la exacta... amigo), regia di Juan Bosch (1972)
- Amore e morte nel giardino degli dei, regia di Sauro Scavolini (1972)
- Ci risiamo, vero Provvidenza?, regia di Alberto De Martino (1973)
- Il brigadiere Pasquale Zagaria ama la mamma e la polizia, regia di Luca Davan (1973)
- ...E il terzo giorno arrivò il corvo, regia di Gianni Crea (1973)
- Milano trema: la polizia vuole giustizia, regia di Sergio Martino (1973)
- La mano spietata della legge, regia di Mario Gariazzo (1973)
- Ingrid sulla strada, regia di Brunello Rondi (1973)
- Il poliziotto è marcio, regia di Fernando Di Leo (1974)
- Lo sceicco la vede così, regia di José Bénazéraf (1974)
- L'uomo senza memoria, regia di Duccio Tessari (1974)
- La missione del mandrillo, regia di Albert Moore (1975)
- Fermi tutti! È una rapina, regia di Enzo Battaglia (1975)
- Colpo in canna, regia di Fernando Di Leo (1975)
- Il giustiziere sfida la città, regia di Umberto Lenzi (1975)
- L'uomo della strada fa giustizia, regia di Umberto Lenzi (1975)
- I padroni della città, regia di Fernando Di Leo (1976)
- Poliziotti violenti, regia di Michele Massimo Tarantini (1976)
- Poliziotto sprint, regia di Stelvio Massi (1977)
- L'avvocato della mala, regia di Alberto Marras (1977)
- La compagna di banco, regia di Mariano Laurenti (1977)
- Il cinico, l'infame, il violento, regia di Umberto Lenzi (1977)
- La banda del gobbo, regia di Umberto Lenzi (1977)
- Il grande attacco, regia di Umberto Lenzi (1978)
- La liceale nella classe dei ripetenti, regia di Mariano Laurenti (1978)

## Doppiatori italiani
- Pino Locchi in Napoletani a Milano, Te sto aspettanno, Gambe d'oro, Promesse di marinaio
- Giuseppe Rinaldi in Presentimento, Classe di ferro
- Luciano De Ambrosis in Domani passo a salutare la tua vedova... parola di Epidemia, Poliziotto sprint
- Emilio Cigoli in Giuramento d'amore
- Sergio Graziani in Amore e morte nel giardino degli dei
- Pino Ferrara in Il brigadiere Pasquale Zagaria ama la mamma e la polizia
- Ivano Staccioli in ...E il terzo giorno arrivò il corvo!
- Roberto Villa in L'uomo senza memoria
- Michele Gammino in Colpo in canna
- Manlio De Angelis in L'uomo della strada fa giustizia
- Carlo Alighiero in L'avvocato della mala
- Elio Zamuto in La compagna di banco

## Discografia

### Singoli
- 1960 – Una bugia meravigliosa / Voglio vendere l'anima (RCA Camden, 45CP-66)
- 1960 – Sì si Mari' / Una girandola di stelle (RCA Camden, 45CP-102)
- 1961 – Due lune / Indovina, indovina (RCA Italiana PM45-3012)
- 1961 – Dietro l'angolo della tua casa / Quando dal cielo (RCA Italiana PM45-3035)
- 1962 – Saïda / Un flirt per l'estate (RCA Italiana PM45-3104